# Encyklopedia kościelna
Encyklopedia kościelna, pełny tytuł: Encyklopedja Kościelna podług teologicznej encyklopedji Wetzera i Weltego z licznemi jej dopełnieniami – polska encyklopedia składająca się z 33 tomów opublikowanych w latach 1873-1933. Została wydana przez Michała Nowodworskiego, z wyjątkiem tomu 33, który powstał pod redakcją Stefana Biskupskiego. Początkowo drukowana w Warszawie w Drukarni Czerwińskiego i S-ki przy ulicy Świętokrzyskiej. Była jednym z większych polskich przedsięwzięć wydawniczych w zaborze rosyjskim.
Oparta jest na ówczesnym katolickim leksykonie Wetzer und Welte's Kirchenlexikon oder Encyklopädie der katholischen Theologie und ihrer Hülfswissenschaften, 13 tomów (włącznie z jednym tomem skorowidzów), Freiburg, Herder'sche Verlagsbuchhandlung;  wydawcy:  Joseph Hergenröther i Franz Kaulen.
Składa się 33 tomów:
- Tom I,      A – Baranek
- Tom II,     Baranek – Brzeskie biskupstwo
- Tom III,    Brzoski – Czyżewski
- Tom IV,     D. – Elżbieta z Schönau
- Tom V,      Emanacja – Fürstenberg
- Tom VI,     Gabaa – Gyrovagi
- Tom VII,    Haas – Hyrkan
- Tom VIII,   Ibas – Jezuaci
- Tom IX,     Jezuici – Kapucynki
- Tom X,      Karaici – Kongregacje dekanalne
- Tom XI,     Kongregacje kardynalskie – Laskarys Jerzy
- Tom XII,    Laterenańskie sobory – Łyżeczka
- Tom XIII,   Mabillon Jan – Maszewski
- Tom XIV,    Matagne – Monety
- Tom XV,     Monety – Nazary
- Tom XVI,    Neander – Obrzędy
- Tom XVII,   Obserwanci – Ozjasz
- Tom XVIII,  Pabst – Pelagiusz II
- Tom XIX,    Pelagjusz (Pelagjanie) – Poczobut
- Tom XX,     Poczytalność, poczytanie – Poznanie
- Tom XXI,    Pozytywizm – Prusy
- Tom XXII,   Prymas – Radzimiński
- Tom XXIII,  Radziwiłł – Rythovius
- Tom XXIV,   Rytuał – Seleucja
- Tom XXV,    Seleucjanie – Służebniczki
- Tom XXVI,   Smalcjusz – Strzeliste akty
- Tom XXVII,  Strzempiński – Szpaderski
- Tom XXVIII, Szpital – Toul
- Tom XXIX,   Tournely – Uścicki
- Tom XXX,    Usuard – Wiara
- Tom XXXI,   Wiara – Własność
- Tom XXXII,  Włochy – Zalmon
- Tom XXXIII, Załęski – Żywoty świętych

Jest w całości zdigitalizowana. Tomy I-XXXII są dostępne bezpłatnie w cyfrowej bibliotece Polona, a tom XXXIII z 1933 r. jedynie w czytelni Biblioteki Narodowej (stan na rok 2018).